# Francisco J. Lombardi
Francisco José Lombardi (ur. 3 sierpnia 1949 w Tacnie) – peruwiański reżyser, producent i scenarzysta filmowy. Autor blisko 20 filmów fabularnych. Jeden z czołowych twórców kinematografii peruwiańskiej.

## Życiorys
Początkowo pracował jako krytyk filmowy dla kilku czasopism, w tym dla "Hablemos de cine". Od 1977 roku realizował krótkie metraże, by zadebiutować w fabule Śmiercią o świcie (1977).
Jego najgłośniejszym filmem było Miasto i psy (1985), adaptacja powieści pod tym samym tytułem autorstwa Mario Vargasa Llosy. Antymilitarystyczny obraz zdobył w Peru status dzieła kultowego. Lombardiemu przyniósł nagrodę za najlepszą reżyserię na MFF w San Sebastián. Film był też oficjalnym peruwiańskim kandydatem do Oscara dla najlepszego filmu nieanglojęzycznego, ale ostatecznie nie zdobył nominacji.
Inne filmy Lombardiego to m.in. Wilcze gardło (1988), Wygnani z nieba (1990), Bez litości (1994), Pod skórą (1996), Nie mów nikomu (1998), Pantaleon i wizytantki (1999), Czerwony atrament (2000), Czego oczy nie widzą (2003), Czarny motyl (2006), Ella (2010) i Decyzja Amelii (2022). W latach 1983-84 reżyser pełnił funkcję prezesa Stowarzyszenia Filmowców Peruwiańskich.